# Tour de Castille-et-León 2015
La 30e édition du Tour de Castille-et-León a eu lieu du 17 au 19 avril 2015. La course fait partie du calendrier UCI Europe Tour 2015 en catégorie 2.1.
Elle a été remportée par le Français Pierre Rolland (Europcar), vainqueur de la troisième étape, respectivement douze et dix-huit secondes devant les deux Espagnols, tous les deux coéquipiers, Beñat Intxausti et Igor Antón (Movistar).
L'Espagnol Peio Bilbao (Caja Rural-Seguros RGA), lauréat de la première étape, s'adjuge le classement par points tandis que son compatriote Garikoitz Bravo (Murias Taldea) gagne celui de la montagne. Le classement du combiné revient à Rolland et celui par équipes à la formation espagnole Movistar. Enfin Intxausti termine meilleur coureur espagnol et Francisco Mancebo (Skydive Dubai) finit meilleur coureur castillan-léonais.

## Présentation

### Équipes
Classé en catégorie 2.1 de l'UCI Europe Tour, le Tour de Castille-et-León est par conséquent ouvert aux WorldTeams dans la limite de 50 % des équipes participantes, aux équipes continentales professionnelles, aux équipes continentales et aux équipes nationales.
Dix-sept équipes participent à ce Tour de Castille-et-León - une WorldTeam, trois équipes continentales professionnelles, douze équipes continentales et une équipe nationale :
| UCI WorldTeam   | UCI WorldTeam | UCI WorldTeam |
| Nom de l'équipe | Pays          | Code          |
| --------------- | ------------- | ------------- |
| Movistar        | Espagne       | MOV           |

| Équipes continentales professionnelles | Équipes continentales professionnelles | Équipes continentales professionnelles |
| Nom de l'équipe                        | Pays                                   | Code                                   |
| -------------------------------------- | -------------------------------------- | -------------------------------------- |
| Caja Rural-Seguros RGA                 | Espagne                                | CJR                                    |
| Colombia                               | Colombie                               | COL                                    |
| Europcar                               | France                                 | EUC                                    |

| Équipes continentales  | Équipes continentales  | Équipes continentales |
| Nom de l'équipe        | Pays                   | Code                  |
| ---------------------- | ---------------------- | --------------------- |
| Burgos BH              | Espagne                | BUR                   |
| Efapel                 | Portugal               | EFP                   |
| Inteja-MMR Dominican   | République dominicaine | DCT                   |
| Join-S-De Rijke        | Pays-Bas               | RIJ                   |
| Lokosphinx             | Russie                 | LOK                   |
| MG.Kvis-Vega           | Italie                 | VHS                   |
| Murias Taldea          | Espagne                | MUR                   |
| Rad-net Rose           | Allemagne              | RNR                   |
| Rádio Popular-Boavista | Portugal               | RPB                   |
| Skydive Dubai          | Émirats arabes unis    | SKD                   |
| Tavira                 | Portugal               | TAV                   |
| W52-Quinta da Lixa     | Portugal               | W52                   |

| Équipe nationale                     | Équipe nationale | Équipe nationale |
| Nom de l'équipe                      | Pays             | Code             |
| ------------------------------------ | ---------------- | ---------------- |
| Équipe nationale d'Espagne sur piste | Espagne          | ESP              |

## Étapes
| Étape     | Date     | Villes étapes                   |                           | Distance (km) | Vainqueur d’étape | Leader du classement général |
| --------- | -------- | ------------------------------- | ------------------------- | ------------- | ----------------- | ---------------------------- |
| 1re étape | 17 avril | Ávila - Alba de Tormes          | Étape vallonnée           | 147,4         | Peio Bilbao       | Peio Bilbao                  |
| 2e étape  | 18 avril | Guarda (POR) - Fuentes de Oñoro | Étape de moyenne montagne | 189           | Sergey Shilov     | Carlos Barbero               |
| 3e étape  | 19 avril | Zamora - Alto de Lubián         | Étape de montagne         | 179,2         | Pierre Rolland    | Pierre Rolland               |

## Déroulement de la course

### 1reétape
| Classement de l'étape | Classement de l'étape | Classement de l'étape | Classement de l'étape  | Classement de l'étape |
|                       | Coureur               | Pays                  | Équipe                 | Temps                 |
| --------------------- | --------------------- | --------------------- | ---------------------- | --------------------- |
| 1er                   | Peio Bilbao           | Espagne               | Caja Rural-Seguros RGA | en 3 h 35 min 19 s    |
| 2e                    | Enrique Sanz          | Espagne               | Movistar               | m.t                   |
| 3e                    | Carlos Barbero        | Espagne               | Caja Rural-Seguros RGA | m.t                   |
| 4e                    | Angélo Tulik          | France                | Europcar               | m.t                   |
| 5e                    | Andrea Palini         | Italie                | Skydive Dubai          | m.t                   |
| 6e                    | Jetse Bol             | Pays-Bas              | Join-S-De Rijke        | m.t                   |
| 7e                    | Kirill Sveshnikov     | Russie                | Lokosphinx             | m.t                   |
| 8e                    | Javier Moreno         | Espagne               | Movistar               | m.t                   |
| 9e                    | Edwin Ávila           | Colombie              | Colombia               | m.t                   |
| 10e                   | Edgar Pinto           | Portugal              | Skydive Dubai          | m.t                   |
| modifier              |                       |                       |                        |                       |

| Classement général | Classement général | Classement général | Classement général     | Classement général |
|                    | Coureur            | Pays               | Équipe                 | Temps              |
| ------------------ | ------------------ | ------------------ | ---------------------- | ------------------ |
| 1er                | Peio Bilbao        | Espagne            | Caja Rural-Seguros RGA | en 3 h 35 min 9 s  |
| 2e                 | Enrique Sanz       | Espagne            | Movistar               | + 4 s              |
| 3e                 | Carlos Barbero     | Espagne            | Caja Rural-Seguros RGA | + 6 s              |
| 4e                 | Angélo Tulik       | France             | Europcar               | + 10 s             |
| 5e                 | Andrea Palini      | Italie             | Skydive Dubai          | + 10 s             |
| 6e                 | Jetse Bol          | Pays-Bas           | Join-S-De Rijke        | + 10 s             |
| 7e                 | Kirill Sveshnikov  | Russie             | Lokosphinx             | + 10 s             |
| 8e                 | Javier Moreno      | Espagne            | Movistar               | + 10 s             |
| 9e                 | Edwin Ávila        | Colombie           | Colombia               | + 10 s             |
| 10e                | Edgar Pinto        | Portugal           | Skydive Dubai          | + 10 s             |
| modifier           |                    |                    |                        |                    |

### 2eétape
| Classement de l'étape | Classement de l'étape | Classement de l'étape  | Classement de l'étape  | Classement de l'étape |
|                       | Coureur               | Pays                   | Équipe                 | Temps                 |
| --------------------- | --------------------- | ---------------------- | ---------------------- | --------------------- |
| 1er                   | Sergey Shilov         | Russie                 | Lokosphinx             | en 5 h 4 min 52 s     |
| 2e                    | Carlos Barbero        | Espagne                | Caja Rural-Seguros RGA | m.t                   |
| 3e                    | Miguel Ángel Rubiano  | Colombie               | Colombia               | m.t                   |
| 4e                    | Angélo Tulik          | France                 | Europcar               | m.t                   |
| 5e                    | Edgar Pinto           | Portugal               | Skydive Dubai          | m.t                   |
| 6e                    | Jetse Bol             | Pays-Bas               | Join-S-De Rijke        | m.t                   |
| 7e                    | Peio Bilbao           | Espagne                | Caja Rural-Seguros RGA | m.t                   |
| 8e                    | Jonathan Castroviejo  | Espagne                | Movistar               | m.t                   |
| 9e                    | Samuel Caldeira       | Portugal               | W52-Quinta da Lixa     | m.t                   |
| 10e                   | Diego Milán           | République dominicaine | Inteja-MMR Dominican   | m.t                   |
| modifier              |                       |                        |                        |                       |

| Classement général | Classement général   | Classement général | Classement général     | Classement général |
|                    | Coureur              | Pays               | Équipe                 | Temps              |
| ------------------ | -------------------- | ------------------ | ---------------------- | ------------------ |
| 1er                | Carlos Barbero       | Espagne            | Caja Rural-Seguros RGA | en 8 h 40 min 1 s  |
| 2e                 | Peio Bilbao          | Espagne            | Caja Rural-Seguros RGA | + 0 s              |
| 3e                 | Miguel Ángel Rubiano | Colombie           | Colombia               | + 6 s              |
| 4e                 | Angélo Tulik         | France             | Europcar               | + 10 s             |
| 5e                 | Jetse Bol            | Pays-Bas           | Join-S-De Rijke        | + 10 s             |
| 6e                 | Edgar Pinto          | Portugal           | Skydive Dubai          | + 10 s             |
| 7e                 | Javier Moreno        | Espagne            | Movistar               | + 10 s             |
| 8e                 | Delio Fernández      | Espagne            | W52-Quinta da Lixa     | + 10 s             |
| 9e                 | Adrián González      | Espagne            | Murias Taldea          | + 10 s             |
| 10e                | Samuel Caldeira      | Portugal           | W52-Quinta da Lixa     | + 10 s             |
| modifier           |                      |                    |                        |                    |

### 3eétape
| Classement de l'étape | Classement de l'étape | Classement de l'étape | Classement de l'étape  | Classement de l'étape |
|                       | Coureur               | Pays                  | Équipe                 | Temps                 |
| --------------------- | --------------------- | --------------------- | ---------------------- | --------------------- |
| 1er                   | Pierre Rolland        | France                | Europcar               | en 4 h 38 min 35 s    |
| 2e                    | Beñat Intxausti       | Espagne               | Movistar               | + 12 s                |
| 3e                    | Igor Antón            | Espagne               | Movistar               | + 18 s                |
| 4e                    | Rodolfo Torres        | Colombie              | Colombia               | + 20 s                |
| 5e                    | Maxime Méderel        | France                | Europcar               | + 43 s                |
| 6e                    | Evgeny Shalunov       | Russie                | Lokosphinx             | + 47 s                |
| 7e                    | Delio Fernández       | Espagne               | W52-Quinta da Lixa     | + 47 s                |
| 8e                    | Peio Bilbao           | Espagne               | Caja Rural-Seguros RGA | + 47 s                |
| 9e                    | Romain Sicard         | France                | Europcar               | + 47 s                |
| 10e                   | David Belda           | Espagne               | Burgos BH              | + 54 s                |
| modifier              |                       |                       |                        |                       |

## Classements finals

### Classement général final
| Classement général final | Classement général final | Classement général final | Classement général final | Classement général final |
|                          | Coureur                  | Pays                     | Équipe                   | Temps                    |
| ------------------------ | ------------------------ | ------------------------ | ------------------------ | ------------------------ |
| 1er                      | Pierre Rolland           | France                   | Europcar                 | en 13 h 18 min 36 s      |
| 2e                       | Beñat Intxausti          | Espagne                  | Movistar                 | + 16 s                   |
| 3e                       | Igor Antón               | Espagne                  | Movistar                 | + 24 s                   |
| 4e                       | Peio Bilbao              | Espagne                  | Caja Rural-Seguros RGA   | + 47 s                   |
| 5e                       | Delio Fernández          | Espagne                  | W52-Quinta da Lixa       | + 57 s                   |
| 6e                       | Romain Sicard            | France                   | Europcar                 | + 57 s                   |
| 7e                       | Javier Moreno            | Espagne                  | Movistar                 | + 1 min 7 s              |
| 8e                       | Rodolfo Torres           | Colombie                 | Colombia                 | + 1 min 27 s             |
| 9e                       | Alejandro Marque         | Espagne                  | Efapel                   | + 1 min 39 s             |
| 10e                      | Francisco Mancebo        | Espagne                  | Skydive Dubai            | + 1 min 49 s             |
| modifier                 |                          |                          |                          |                          |

### Classements annexes
| Classement par points | Classement par points | Classement par points | Classement par points  | Classement par points |
| --------------------- | --------------------- | --------------------- | ---------------------- | --------------------- |
|                       | Coureur               | Pays                  | Équipe                 | Point(s)              |
| 1er                   | Peio Bilbao           | Espagne               | Caja Rural-Seguros RGA | 42 points             |
| 2e                    | Carlos Barbero        | Espagne               | Caja Rural-Seguros RGA | 36 pts                |
| 3e                    | Pierre Rolland        | France                | Europcar               | 27 pts                |
| modifier              |                       |                       |                        |                       |

| Classement de la montagne | Classement de la montagne | Classement de la montagne | Classement de la montagne | Classement de la montagne |
| ------------------------- | ------------------------- | ------------------------- | ------------------------- | ------------------------- |
|                           | Coureur                   | Pays                      | Équipe                    | Point(s)                  |
| 1er                       | Garikoitz Bravo           | Espagne                   | Murias Taldea             | 16 points                 |
| 2e                        | José Gonçalves            | Portugal                  | Caja Rural-Seguros RGA    | 12 pts                    |
| 3e                        | Pierre Rolland            | France                    | Europcar                  | 10 pts                    |
| modifier                  |                           |                           |                           |                           |

| Classement du combiné | Classement du combiné | Classement du combiné | Classement du combiné | Classement du combiné |
| --------------------- | --------------------- | --------------------- | --------------------- | --------------------- |
|                       | Coureur               | Pays                  | Équipe                | Point(s)              |
| 1er                   | Pierre Rolland        | France                | Europcar              | 7 points              |
| 2e                    | Beñat Intxausti       | Espagne               | Movistar              | 11 pts                |
| 3e                    | Igor Antón            | Espagne               | Movistar              | 19 pts                |
| modifier              |                       |                       |                       |                       |

| Classement par équipes | Classement par équipes | Classement par équipes | Classement par équipes |
|                        | Équipe                 | Pays                   | Temps                  |
| ---------------------- | ---------------------- | ---------------------- | ---------------------- |
| 1re                    | Movistar               | Espagne                | en 39 h 57 min 45 s    |
| 2e                     | Europcar               | France                 | + 3 s                  |
| 3e                     | Lokosphinx             | Russie                 | + 5 min 37 s           |
| modifier               |                        |                        |                        |

| Classement du meilleur coureur espagnol | Classement du meilleur coureur espagnol | Classement du meilleur coureur espagnol | Classement du meilleur coureur espagnol | Classement du meilleur coureur espagnol |
|                                         | Coureur                                 | Pays                                    | Équipe                                  | Temps                                   |
| --------------------------------------- | --------------------------------------- | --------------------------------------- | --------------------------------------- | --------------------------------------- |
| 1er                                     | Beñat Intxausti                         | Espagne                                 | Movistar                                | en 13 h 18 min 52 s                     |
| 2e                                      | Igor Antón                              | Espagne                                 | Movistar                                | + 8 s                                   |
| 3e                                      | Peio Bilbao                             | Espagne                                 | Caja Rural-Seguros RGA                  | + 31 s                                  |
| modifier                                |                                         |                                         |                                         |                                         |

| Classement du meilleur coureur castillan-léonais | Classement du meilleur coureur castillan-léonais | Classement du meilleur coureur castillan-léonais | Classement du meilleur coureur castillan-léonais | Classement du meilleur coureur castillan-léonais |
|                                                  | Coureur                                          | Pays                                             | Équipe                                           | Temps                                            |
| ------------------------------------------------ | ------------------------------------------------ | ------------------------------------------------ | ------------------------------------------------ | ------------------------------------------------ |
| 1er                                              | Francisco Mancebo                                | Espagne                                          | Skydive Dubai                                    | en 13 h 20 min 25 s                              |
| 2e                                               | Víctor Martín                                    | Espagne                                          | Burgos BH                                        | + 2 min 6 s                                      |
| 3e                                               | Adrián González                                  | Espagne                                          | Murias Taldea                                    | + 2 min 19 s                                     |
| modifier                                         |                                                  |                                                  |                                                  |                                                  |

### UCI Europe Tour
Ce Tour de Castille-et-León attribue des points pour l'UCI Europe Tour 2015, par équipes seulement aux coureurs des équipes continentales professionnelles et continentales, individuellement à tous les coureurs sauf ceux faisant partie d'une équipe ayant un label WorldTeam.
| Position,          | 1er | 2e | 3e | 4e | 5e | 6e | 7e | 8e | 9e | 10e | 11e | 12e |
| Classement général | 80  | 56 | 32 | 24 | 20 | 16 | 12 | 8  | 7  | 6   | 5   | 3   |
| Par étape          | 16  | 11 | 6  | 5  | 4  | 2  |    |    |    |     |     |     |
| Leader, par étape  | 8   |    |    |    |    |    |    |    |    |     |     |     |

| Cycliste             | Équipe                 | Général | Étape | Leader | Total |
| -------------------- | ---------------------- | ------- | ----- | ------ | ----- |
| Pierre Rolland       | Europcar               | 80      | 16    | -      | 96    |
| Peio Bilbao          | Caja Rural-Seguros RGA | 24      | 16    | 8      | 48    |
| Carlos Barbero       | Caja Rural-Seguros RGA | -       | 17    | 8      | 25    |
| Delio Fernández      | W52-Quinta da Lixa     | 20      | -     | -      | 20    |
| Sergey Shilov        | Lokosphinx             | -       | 16    | -      | 16    |
| Romain Sicard        | Europcar               | 16      | -     | -      | 16    |
| Rodolfo Torres       | Colombia               | 8       | 5     | -      | 13    |
| Angélo Tulik         | Europcar               | -       | 10    | -      | 10    |
| Alejandro Marque     | Efapel                 | 7       | -     | -      | 7     |
| Maxime Méderel       | Europcar               | 3       | 4     | -      | 7     |
| Evgeny Shalunov      | Lokosphinx             | 5       | 2     | -      | 7     |
| Francisco Mancebo    | Skydive Dubai          | 6       | -     | -      | 6     |
| Miguel Ángel Rubiano | Colombia               | -       | 6     | -      | 6     |
| Jetse Bol            | Join-S-De Rijke        | -       | 4     | -      | 4     |
| Andrea Palini        | Skydive Dubai          | -       | 4     | -      | 4     |
| Edgar Pinto          | Skydive Dubai          | -       | 4     | -      | 4     |

## Évolution des classements
| Étape              | Vainqueur          | Classement général | Classement par points | Classement de la montagne | Classement du combiné | Classement par équipes |
| ------------------ | ------------------ | ------------------ | --------------------- | ------------------------- | --------------------- | ---------------------- |
| 1                  | Peio Bilbao        | Peio Bilbao        | Peio Bilbao           | José Gonçalves            | Peio Bilbao           | Caja Rural-Seguros RGA |
| 2                  | Sergey Shilov      | Carlos Barbero     | Carlos Barbero        | José Gonçalves            | Carlos Barbero        | Europcar               |
| 3                  | Pierre Rolland     | Pierre Rolland     | Peio Bilbao           | Garikoitz Bravo           | Pierre Rolland        | Movistar               |
| Classements finals | Classements finals | Pierre Rolland     | Peio Bilbao           | Garikoitz Bravo           | Pierre Rolland        | Movistar               |

## Liste des participants
- Liste de départ complète

| Légende                             | Légende                                                                                                  | Légende                         | Légende                                                                                         |
| ----------------------------------- | --- | ------------------------------- | ----------------------------------------------------------------------------------------------- |
| Num                                 | Dossard de départ porté par le coureur sur ce Tour de Castille-et-León                                   | Pos                             | Position finale au classement général                                                           |
| Leader du classement général        | Indique le vainqueur du classement général                                                               | Leader du classement par points | Indique le vainqueur du classement par points                                                   |
| Leader du classement de la montagne | Indique le vainqueur du classement de la montagne                                                        | Leader du classement du combiné | Indique le vainqueur du classement du combiné                                                   |
|                                     | Indique un maillot de champion national ou mondial, suivi de sa spécialité                               | #                               | Indique la meilleure équipe                                                                     |
| NP                                  | Indique un coureur qui n'a pas pris le départ d'une étape, suivi du numéro de l'étape où il s'est retiré | AB                              | Indique un coureur qui n'a pas terminé une étape, suivi du numéro de l'étape où il s'est retiré |
| HD                                  | Indique un coureur qui a terminé une étape hors des délais, suivi du numéro de l'étape                   |                                 |                                                                                                 |

| Burgos BH BUR                     | Burgos BH BUR         | Burgos BH BUR |
| --------------------------------- | --------------------- | ------------- |
| Num                               | Coureur               | Pos           |
| 1                                 | David Belda (ESP)     | 18e           |
| 2                                 | Víctor Martín (ESP)   | 27e           |
| 3                                 | Jesús del Pino (ESP)  | 26e           |
| 4                                 | Darío Hernández (ESP) | 98e           |
| 5                                 | Ibai Salas (ESP)      | 79e           |
| 6                                 | Pablo Torres (ESP)    | 74e           |
| 7                                 | Igor Merino (ESP)     | 65e           |
| Directeur sportif : Diego Gallego |                       |               |

| Movistar # MOV                                 | Movistar # MOV             | Movistar # MOV |
| ---------------------------------------------- | -------------------------- | -------------- |
| Num                                            | Coureur                    | Pos            |
| 11                                             | Igor Antón (ESP)           | 3e             |
| 12                                             | Winner Anacona (COL)       | 30e            |
| 13                                             | Beñat Intxausti (ESP)      | 2e             |
| 14                                             | Jonathan Castroviejo (ESP) | 64e            |
| 15                                             | Javier Moreno (ESP)        | 7e             |
| 16                                             | Enrique Sanz (ESP)         | AB-3           |
| 17                                             | Marc Soler (ESP)           | 58e            |
| Directeur sportif : José Vicente García Acosta |                            |                |

| Caja Rural-Seguros RGA CJR             | Caja Rural-Seguros RGA CJR | Caja Rural-Seguros RGA CJR |
| -------------------------------------- | -------------------------- | -------------------------- |
| Num                                    | Coureur                    | Pos                        |
| 21                                     | Peio Bilbao (ESP)          | 4e                         |
| 22                                     | Carlos Barbero (ESP)       | 62e                        |
| 23                                     | Lluís Mas (ESP)            | 45e                        |
| 24                                     | Eduard Prades (ESP)        | 23e                        |
| 25                                     | Fernando Grijalba (ESP)    | AB-3                       |
| 26                                     | José Gonçalves (POR)       | 78e                        |
| 27                                     | Ángel Madrazo (ESP)        | 49e                        |
| Directeur sportif : Eugenio Goikoetxea |                            |                            |

| Europcar EUC                        | Europcar EUC             | Europcar EUC |
| ----------------------------------- | ------------------------ | ------------ |
| Num                                 | Coureur                  | Pos          |
| 31                                  | Pierre Rolland (FRA)     | 1er          |
| 32                                  | Angélo Tulik (FRA)       | AB-3         |
| 33                                  | Romain Guillemois (FRA)  | 66e          |
| 34                                  | Fabrice Jeandesboz (FRA) | 21e          |
| 35                                  | Maxime Méderel (FRA)     | 12e          |
| 36                                  | Perrig Quéméneur (FRA)   | 54e          |
| 37                                  | Romain Sicard (FRA)      | 6e           |
| Directeur sportif : Lylian Lebreton |                          |              |

| Colombia COL                        | Colombia COL               | Colombia COL |
| ----------------------------------- | -------------------------- | ------------ |
| Num                                 | Coureur                    | Pos          |
| 41                                  | Miguel Ángel Rubiano (COL) | 24e          |
| 42                                  | Edwin Ávila (COL)          | 89e          |
| 43                                  | Camilo Castiblanco (COL)   | 68e          |
| 44                                  | Alex Cano (COL)            | NP-3         |
| 45                                  | Walter Pedraza (COL)       | 17e          |
| 46                                  | Rodolfo Torres (COL)       | 8e           |
| 47                                  | Juan Pablo Valencia (COL)  | 40e          |
| Directeur sportif : Oliverio Rincón |                            |              |

| Murias Taldea MUR                 | Murias Taldea MUR      | Murias Taldea MUR |
| --------------------------------- | ---------------------- | ----------------- |
| Num                               | Coureur                | Pos               |
| 51                                | Garikoitz Bravo (ESP)  | 83e               |
| 52                                | Beñat Txoperena (ESP)  | AB-3              |
| 53                                | Haritz Orbe (ESP)      | 90e               |
| 54                                | Imanol Estévez (ESP)   | 76e               |
| 55                                | Eneko Lizarralde (ESP) | 52e               |
| 56                                | Adrián González (ESP)  | 28e               |
| 57                                | Mikel Bizkarra (ESP)   | AB-1              |
| Directeur sportif : Jon Odriozola |                        |                   |

| Inteja-MMR Dominican DCT             | Inteja-MMR Dominican DCT  | Inteja-MMR Dominican DCT |
| ------------------------------------ | ------------------------- | ------------------------ |
| Num                                  | Coureur                   | Pos                      |
| 61                                   | Diego Milán (DOM) (Route) | 35e                      |
| 62                                   | Adderlyn Cruz (DOM)       | 80e                      |
| 63                                   | William Guzmán (DOM)      | AB-2                     |
| 64                                   | Jonathan Sarmiento (COL)  | 91e                      |
| 65                                   | Rubén Menéndez (ESP)      | 82e                      |
| 66                                   | Juan José Cueto (DOM)     | AB-1                     |
| 67                                   | Israel Nuño (ESP)         | 43e                      |
| Directeur sportif : Adrián Palomares |                           |                          |

| Lokosphinx LOK                          | Lokosphinx LOK          | Lokosphinx LOK |
| --------------------------------------- | ----------------------- | -------------- |
| Num                                     | Coureur                 | Pos            |
| 71                                      | Evgeny Shalunov (RUS)   | 11e            |
| 72                                      | Sergey Vdovin (RUS)     | 50e            |
| 73                                      | Kirill Sveshnikov (RUS) | 42e            |
| 74                                      | Alexey Rybalkin (RUS)   | 55e            |
| 75                                      | Vasily Neustroev (RUS)  | 73e            |
| 76                                      | Sergey Shilov (RUS)     | 20e            |
| 77                                      | Dmitriy Sokolov (RUS)   | 59e            |
| Directeur sportif : Alexander Kuznetsov |                         |                |

| Join-S-De Rijke RIJ              | Join-S-De Rijke RIJ    | Join-S-De Rijke RIJ |
| -------------------------------- | ---------------------- | ------------------- |
| Num                              | Coureur                | Pos                 |
| 81                               | Timon van Reek (NED)   | 101e                |
| 82                               | Robbert de Greef (NED) | 46e                 |
| 83                               | Dex Groen (NED)        | 96e                 |
| 84                               | Daan Meijers (NED)     | 95e                 |
| 85                               | Kobus Hereijgers (NED) | 88e                 |
| 86                               | Ike Groen (NED)        | 60e                 |
| 87                               | Jetse Bol (NED)        | 13e                 |
| Directeur sportif : Koen de Haan |                        |                     |

| Rádio Popular-Boavista RPB          | Rádio Popular-Boavista RPB | Rádio Popular-Boavista RPB |
| ----------------------------------- | -------------------------- | -------------------------- |
| Num                                 | Coureur                    | Pos                        |
| 91                                  | Alberto Gallego (ESP)      | 34e                        |
| 92                                  | Daniel Silva (POR)         | 16e                        |
| 93                                  | Nuno Bico (POR)            | 47e                        |
| 94                                  | Frederico Figueiredo (POR) | 14e                        |
| 95                                  | Ricardo Ferreira (POR)     | 56e                        |
| 96                                  | David Rodrigues (POR)      | 19e                        |
| 97                                  | Samuel Magalhães (POR)     | 94e                        |
| Directeur sportif : José dos Santos |                            |                            |

| Efapel EFP                         | Efapel EFP                  | Efapel EFP |
| ---------------------------------- | --------------------------- | ---------- |
| Num                                | Coureur                     | Pos        |
| 101                                | Alejandro Marque (ESP)      | 9e         |
| 102                                | Joni Brandão (POR)          | 22e        |
| 103                                | Diego Rubio Hernández (ESP) | 69e        |
| 104                                | Domingos Gonçalves (POR)    | 67e        |
| 105                                | Hélder Ferreira (POR)       | 99e        |
| 106                                | Rafael Silva (POR)          | 32e        |
| 107                                | Óscar González Brea (ESP)   | 29e        |
| Directeur sportif : Carlos Pereira |                             |            |

| Tavira TAV                      | Tavira TAV                   | Tavira TAV |
| ------------------------------- | ---------------------------- | ---------- |
| Num                             | Coureur                      | Pos        |
| 111                             | Ricardo Mestre (POR)         | 33e        |
| 112                             | Diogo Nunes (POR)            | 93e        |
| 113                             | Daniel Mestre (POR)          | 57e        |
| 114                             | Henrique Casimiro (POR)      | 81e        |
| 115                             | Manuel António Cardoso (POR) | 72e        |
| 116                             | João Pereira (POR)           | 63e        |
| 117                             | David Livramento (POR)       | 61e        |
| Directeur sportif : Vidal Fitas |                              |            |

| W52-Quinta da Lixa W52           | W52-Quinta da Lixa W52     | W52-Quinta da Lixa W52 |
| -------------------------------- | -------------------------- | ---------------------- |
| Num                              | Coureur                    | Pos                    |
| 121                              | Delio Fernández (ESP)      | 5e                     |
| 122                              | Samuel Caldeira (POR)      | 53e                    |
| 123                              | Gustavo César Veloso (ESP) | 25e                    |
| 124                              | Rui Vinhas (POR)           | 48e                    |
| 125                              | Joaquim Silva (POR)        | 38e                    |
| 126                              | Juan Ignacio Pérez (ESP)   | 37e                    |
| 127                              | Raúl Alarcón (ESP)         | 92e                    |
| Directeur sportif : Helder Alves |                            |                        |

| MG.Kvis-Vega VHS                    | MG.Kvis-Vega VHS              | MG.Kvis-Vega VHS |
| ----------------------------------- | ----------------------------- | ---------------- |
| Num                                 | Coureur                       | Pos              |
| 131                                 | Gian Marco Di Francesco (ITA) | 41e              |
| 132                                 | Nicola Gaffurini (ITA)        | 72e              |
| 133                                 | Raffaele Radice (ITA)         | 100e             |
| 134                                 | Moreno Giampaolo (ITA)        | 51e              |
| 135                                 | Fabio Tuzi (ITA)              | 103e             |
| 136                                 | Antonio Santoro (ITA)         | 31e              |
| 137                                 |                               |                  |
| Directeur sportif : Maurizio Frizzo |                               |                  |

| Skydive Dubai SKD                 | Skydive Dubai SKD           | Skydive Dubai SKD |
| --------------------------------- | --------------------------- | ----------------- |
| Num                               | Coureur                     | Pos               |
| 141                               | Francisco Mancebo (ESP)     | 10e               |
| 142                               | Edgar Pinto (POR)           | 15e               |
| 143                               | Rafaâ Chtioui (TUN) (Route) | AB-2              |
| 144                               | Mohamed Al Murawwi (UAE)    | AB-1              |
| 145                               | Khalid Ibrahim (UAE)        | AB-1              |
| 146                               | Vladimir Gusev (RUS)        | 36e               |
| 147                               | Andrea Palini (ITA)         | 85e               |
| Directeur sportif : Aritz Arberas |                             |                   |

| Rad-net Rose RNR               | Rad-net Rose RNR         | Rad-net Rose RNR |
| ------------------------------ | ------------------------ | ---------------- |
| Num                            | Coureur                  | Pos              |
| 151                            | Michel Koch (GER)        | AB-1             |
| 152                            | Mario Vogt (GER)         | 44e              |
| 153                            | Fabian Brintrup (GER)    | 86e              |
| 154                            | Felix Intra (GER)        | AB-1             |
| 155                            | Marco Mathis (GER)       | 87e              |
| 156                            | Joshua Stritzinger (GER) | AB-1             |
| 157                            | Pascal Ackermann (GER)   | AB-1             |
| Directeur sportif : Sven Meyer |                          |                  |

| Équipe nationale d'Espagne sur piste ESP | Équipe nationale d'Espagne sur piste ESP | Équipe nationale d'Espagne sur piste ESP |
| ---------------------------------------- | ---------------------------------------- | ---------------------------------------- |
| Num                                      | Coureur                                  | Pos                                      |
| 161                                      | Julio Alberto Amores (ESP)               | 71e                                      |
| 162                                      | Cristian Astals (ESP)                    | 75e                                      |
| 163                                      | Marcos Jurado (ESP)                      | 97e                                      |
| 164                                      | Sebastián Mora (ESP)                     | 70e                                      |
| 165                                      | Cristian Rodríguez (ESP)                 | 39e                                      |
| 166                                      | Aitor González Prieto (ESP)              | 84e                                      |
| 167                                      | Illart Zuazubiskar (ESP)                 | 102e                                     |
| Directeur sportif : Salvador Melià       |                                          |                                          |